# Tour de Taïwan 2018
La 16e édition du Tour de Taïwan a eu lieu du 11 au 15 mars 2018, de Taipei à Dapeng Bay. La course est composée de 5 étapes pour un total de 718,9 km. Elle fait partie du calendrier UCI Asia Tour 2018 en catégorie 2.1. Le Japonais Yukiya Arashiro remporte l'épreuve.

## Présentation

### Équipes
Classé en catégorie 2.1 de l'UCI Asia Tour, le Tour de Taïwan est par conséquent ouvert aux WorldTeams dans la limite de 50 % des équipes participantes, aux équipes continentales professionnelles, aux équipes continentales et aux équipes nationales.
| Équipes continentales professionnelles (4)- Nippo-Vini Fantini-Europa Ovini - Israel Cycling Academy - UnitedHealthcare - Wilier Triestina-Selle Italia Équipes continentales (10)- Cibel-Cebon - Bennelong-SwissWellness-Cervélo - Illuminate - Hrinkow Advarics Cycleang - Team Ukyo - Elevate-KHS Pro Cycling - Sapura - HKSI Pro Cycling Team - Memil-CCN Pro Cycling - RTS-Monton Racing Équipes nationales (5)- Japon - Afrique du Sud - Taipei chinois - Thaïlande - Corée du Sud |
| |

## Étapes
| Étape     | Date    | Villes étapes                                       | type                      | Distance (km) | Vainqueur d'étape | Leader du classement général |
| --------- | ------- | --------------------------------------------------- | ------------------------- | ------------- | ----------------- | ---------------------------- |
| 1re étape | 11 mars | Hôtel de ville de Taipei – Hôtel de ville de Taipei | étape de plaine           | 83,2          | Hayato Okamoto    | Hayato Okamoto               |
| 2e étape  | 12 mars | Taoyuan – Jiaobanshan Park                          | étape de moyenne montagne | 120           | Robbie Hucker     | Robbie Hucker                |
| 3e étape  | 13 mars | Hsinchu – 石岡區                                    | étape de moyenne montagne | 156,3         | Edwin Ávila       | Jonathan Clarke              |
| 4e étape  | 14 mars | Nantou – Xiangshan, Taipei                          | étape vallonnée           | 166,6         | Cameron Bayly     | Yukiya Arashiro              |
| 5e étape  | 15 mars | Pingtung – Dapeng Bay                               | étape de plaine           | 192,8         | Luca Pacioni      | Yukiya Arashiro              |

## Déroulement de la course

### 1reétape
| \| Classement de l'étape \| Classement de l'étape \| Classement de l'étape \| Classement de l'étape \| Classement de l'étape \| \| Coureur \| Coureur \| Pays \| Équipe \| Temps \| \| --------------------- \| ----------------------- \| --------------------- \| ----------------------------- \| --------------------- \| \| 1er \| Hayato Okamoto \| Japon \| Japon \| 1 h 48 min 55 s \| \| 2e \| Seo Joon-yong \| Corée du Sud \| Corée du Sud \| + 0 s \| \| 3e \| Raymond Kreder \| Pays-Bas \| Team Ukyo \| + 0 s \| \| 4e \| Rei Onodera \| Japon \| Japon \| + 0 s \| \| 5e \| Edwin Ávila \| Colombie \| Israel Cycling Academy \| + 0 s \| \| 6e \| Luca Pacioni \| Italie \| Wilier Triestina-Selle Italia \| + 0 s \| \| 7e \| Roy Eefting \| Pays-Bas \| Memil-CCN Pro Cycling \| + 0 s \| \| 8e \| Akmal Zakaria \| Malaisie \| Team Sapura Cycling \| + 0 s \| \| 9e \| Ryu Suzuki \| Japon \| Japon \| + 0 s \| \| 10e \| Izzat Hilmi Abdul Halil \| Malaisie \| Team Sapura Cycling \| + 0 s \| |                         |              |                               |                 |
| |                         |              |                               |                 |
| Source : ProCyclingStats |                         |              |                               |                 |
| Classement de l'étape |                         |              |                               |                 |
| Coureur | Coureur                 | Pays         | Équipe                        | Temps           |
| 1er | Hayato Okamoto          | Japon        | Japon                         | 1 h 48 min 55 s |
| 2e | Seo Joon-yong           | Corée du Sud | Corée du Sud                  | + 0 s           |
| 3e | Raymond Kreder          | Pays-Bas     | Team Ukyo                     | + 0 s           |
| 4e | Rei Onodera             | Japon        | Japon                         | + 0 s           |
| 5e | Edwin Ávila             | Colombie     | Israel Cycling Academy        | + 0 s           |
| 6e | Luca Pacioni            | Italie       | Wilier Triestina-Selle Italia | + 0 s           |
| 7e | Roy Eefting             | Pays-Bas     | Memil-CCN Pro Cycling         | + 0 s           |
| 8e | Akmal Zakaria           | Malaisie     | Team Sapura Cycling           | + 0 s           |
| 9e | Ryu Suzuki              | Japon        | Japon                         | + 0 s           |
| 10e | Izzat Hilmi Abdul Halil | Malaisie     | Team Sapura Cycling           | + 0 s           |

| \| Classement général \| Classement général \| Classement général \| Classement général \| Classement général \| \| Coureur \| Coureur \| Pays \| Équipe \| Temps \| \| ------------------ \| ------------------ \| ------------------ \| ----------------------------- \| ------------------ \| \| 1er \| Hayato Okamoto \| Japon \| Japon \| 1 h 48 min 45 s \| \| 2e \| Mario Vogt \| Allemagne \| Team Sapura Cycling \| + 2 s \| \| 3e \| Simon Pellaud \| Suisse \| Illuminate \| + 3 s \| \| 4e \| Seo Joon-yong \| Corée du Sud \| Corée du Sud \| + 4 s \| \| 5e \| Raymond Kreder \| Pays-Bas \| Team Ukyo \| + 6 s \| \| 6e \| Lu Shao-hsuan \| Taipei chinois \| Taipei chinois \| + 7 s \| \| 7e \| Rei Onodera \| Japon \| Japon \| + 10 s \| \| 8e \| Edwin Ávila \| Colombie \| Israel Cycling Academy \| + 10 s \| \| 9e \| Luca Pacioni \| Italie \| Wilier Triestina-Selle Italia \| + 10 s \| \| 10e \| Roy Eefting \| Pays-Bas \| Memil-CCN Pro Cycling \| + 10 s \| |                |                |                               |                 |
| |                |                |                               |                 |
| Source : ProCyclingStats |                |                |                               |                 |
| Classement général |                |                |                               |                 |
| Coureur | Coureur        | Pays           | Équipe                        | Temps           |
| 1er | Hayato Okamoto | Japon          | Japon                         | 1 h 48 min 45 s |
| 2e | Mario Vogt     | Allemagne      | Team Sapura Cycling           | + 2 s           |
| 3e | Simon Pellaud  | Suisse         | Illuminate                    | + 3 s           |
| 4e | Seo Joon-yong  | Corée du Sud   | Corée du Sud                  | + 4 s           |
| 5e | Raymond Kreder | Pays-Bas       | Team Ukyo                     | + 6 s           |
| 6e | Lu Shao-hsuan  | Taipei chinois | Taipei chinois                | + 7 s           |
| 7e | Rei Onodera    | Japon          | Japon                         | + 10 s          |
| 8e | Edwin Ávila    | Colombie       | Israel Cycling Academy        | + 10 s          |
| 9e | Luca Pacioni   | Italie         | Wilier Triestina-Selle Italia | + 10 s          |
| 10e | Roy Eefting    | Pays-Bas       | Memil-CCN Pro Cycling         | + 10 s          |

### 2eétape
| \| Classement de l'étape \| Classement de l'étape \| Classement de l'étape \| Classement de l'étape \| Classement de l'étape \| \| Coureur \| Coureur \| Pays \| Équipe \| Temps \| \| --------------------- \| --------------------- \| --------------------- \| ------------------------------- \| --------------------- \| \| 1er \| Robbie Hucker \| Australie \| Team Ukyo \| 2 h 53 min 46 s \| \| 2e \| Choe Hyeong-min \| Corée du Sud \| Corée du Sud \| + 0 s \| \| 3e \| Jonathan Clarke \| Australie \| UnitedHealthcare \| + 0 s \| \| 4e \| Félix Barón \| Colombie \| Illuminate \| + 0 s \| \| 5e \| Chris Harper \| Australie \| Bennelong-SwissWellness-Cervélo \| + 0 s \| \| 6e \| Lennert Teugels \| Belgique \| Cibel-Cebon \| + 0 s \| \| 7e \| Yukiya Arashiro \| Japon \| Japon \| + 0 s \| \| 8e \| Connor Brown \| États-Unis \| Illuminate \| + 0 s \| \| 9e \| Jimmy Janssens \| Belgique \| Cibel-Cebon \| + 0 s \| \| 10e \| Luis Lemus \| Mexique \| Israel Cycling Academy \| + 0 s \| |                 |              |                                 |                 |
| |                 |              |                                 |                 |
| Source : ProCyclingStats |                 |              |                                 |                 |
| Classement de l'étape |                 |              |                                 |                 |
| Coureur | Coureur         | Pays         | Équipe                          | Temps           |
| 1er | Robbie Hucker   | Australie    | Team Ukyo                       | 2 h 53 min 46 s |
| 2e | Choe Hyeong-min | Corée du Sud | Corée du Sud                    | + 0 s           |
| 3e | Jonathan Clarke | Australie    | UnitedHealthcare                | + 0 s           |
| 4e | Félix Barón     | Colombie     | Illuminate                      | + 0 s           |
| 5e | Chris Harper    | Australie    | Bennelong-SwissWellness-Cervélo | + 0 s           |
| 6e | Lennert Teugels | Belgique     | Cibel-Cebon                     | + 0 s           |
| 7e | Yukiya Arashiro | Japon        | Japon                           | + 0 s           |
| 8e | Connor Brown    | États-Unis   | Illuminate                      | + 0 s           |
| 9e | Jimmy Janssens  | Belgique     | Cibel-Cebon                     | + 0 s           |
| 10e | Luis Lemus      | Mexique      | Israel Cycling Academy          | + 0 s           |

| \| Classement général \| Classement général \| Classement général \| Classement général \| Classement général \| \| Coureur \| Coureur \| Pays \| Équipe \| Temps \| \| ------------------ \| ------------------ \| ------------------ \| ------------------------------- \| ------------------ \| \| 1er \| Robbie Hucker \| Australie \| Team Ukyo \| 4 h 42 min 31 s \| \| 2e \| Choe Hyeong-min \| Corée du Sud \| Corée du Sud \| + 4 s \| \| 3e \| Jonathan Clarke \| Australie \| UnitedHealthcare \| + 6 s \| \| 4e \| Lennert Teugels \| Belgique \| Cibel-Cebon \| + 9 s \| \| 5e \| Connor Brown \| États-Unis \| Illuminate \| + 10 s \| \| 6e \| Yukiya Arashiro \| Japon \| Japon \| + 10 s \| \| 7e \| Félix Barón \| Colombie \| Illuminate \| + 10 s \| \| 8e \| Jimmy Janssens \| Belgique \| Cibel-Cebon \| + 10 s \| \| 9e \| Chris Harper \| Australie \| Bennelong-SwissWellness-Cervélo \| + 10 s \| \| 10e \| Luis Lemus \| Mexique \| Israel Cycling Academy \| + 10 s \| |                 |              |                                 |                 |
| |                 |              |                                 |                 |
| Source : ProCyclingStats |                 |              |                                 |                 |
| Classement général |                 |              |                                 |                 |
| Coureur | Coureur         | Pays         | Équipe                          | Temps           |
| 1er | Robbie Hucker   | Australie    | Team Ukyo                       | 4 h 42 min 31 s |
| 2e | Choe Hyeong-min | Corée du Sud | Corée du Sud                    | + 4 s           |
| 3e | Jonathan Clarke | Australie    | UnitedHealthcare                | + 6 s           |
| 4e | Lennert Teugels | Belgique     | Cibel-Cebon                     | + 9 s           |
| 5e | Connor Brown    | États-Unis   | Illuminate                      | + 10 s          |
| 6e | Yukiya Arashiro | Japon        | Japon                           | + 10 s          |
| 7e | Félix Barón     | Colombie     | Illuminate                      | + 10 s          |
| 8e | Jimmy Janssens  | Belgique     | Cibel-Cebon                     | + 10 s          |
| 9e | Chris Harper    | Australie    | Bennelong-SwissWellness-Cervélo | + 10 s          |
| 10e | Luis Lemus      | Mexique      | Israel Cycling Academy          | + 10 s          |

### 3eétape
| \| Classement de l'étape \| Classement de l'étape \| Classement de l'étape \| Classement de l'étape \| Classement de l'étape \| \| Coureur \| Coureur \| Pays \| Équipe \| Temps \| \| --------------------- \| --------------------- \| --------------------- \| ------------------------------- \| --------------------- \| \| 1er \| Edwin Ávila \| Colombie \| Israel Cycling Academy \| 3 h 49 min 33 s \| \| 2e \| Yukiya Arashiro \| Japon \| Japon \| + 0 s \| \| 3e \| Jonathan Clarke \| Australie \| UnitedHealthcare \| + 0 s \| \| 4e \| Hideto Nakane \| Japon \| Nippo-Vini Fantini-Europa Ovini \| + 0 s \| \| 5e \| Eder Frayre \| Mexique \| Elevate-KHS Pro Cycling \| + 0 s \| \| 6e \| Serghei Țvetcov \| Roumanie \| UnitedHealthcare \| + 0 s \| \| 7e \| Sebastian Schönberger \| Autriche \| Hrinkow Advarics Cycleang \| + 0 s \| \| 8e \| Alex Turrin \| Italie \| Wilier Triestina-Selle Italia \| + 0 s \| \| 9e \| Gianni Marchand \| Belgique \| Cibel-Cebon \| + 0 s \| \| 10e \| Jason Lea \| Australie \| Bennelong-SwissWellness-Cervélo \| + 0 s \| |                       |           |                                 |                 |
| |                       |           |                                 |                 |
| Source : ProCyclingStats |                       |           |                                 |                 |
| Classement de l'étape |                       |           |                                 |                 |
| Coureur | Coureur               | Pays      | Équipe                          | Temps           |
| 1er | Edwin Ávila           | Colombie  | Israel Cycling Academy          | 3 h 49 min 33 s |
| 2e | Yukiya Arashiro       | Japon     | Japon                           | + 0 s           |
| 3e | Jonathan Clarke       | Australie | UnitedHealthcare                | + 0 s           |
| 4e | Hideto Nakane         | Japon     | Nippo-Vini Fantini-Europa Ovini | + 0 s           |
| 5e | Eder Frayre           | Mexique   | Elevate-KHS Pro Cycling         | + 0 s           |
| 6e | Serghei Țvetcov       | Roumanie  | UnitedHealthcare                | + 0 s           |
| 7e | Sebastian Schönberger | Autriche  | Hrinkow Advarics Cycleang       | + 0 s           |
| 8e | Alex Turrin           | Italie    | Wilier Triestina-Selle Italia   | + 0 s           |
| 9e | Gianni Marchand       | Belgique  | Cibel-Cebon                     | + 0 s           |
| 10e | Jason Lea             | Australie | Bennelong-SwissWellness-Cervélo | + 0 s           |

| \| Classement général \| Classement général \| Classement général \| Classement général \| Classement général \| \| Coureur \| Coureur \| Pays \| Équipe \| Temps \| \| ------------------ \| --------------------- \| ------------------ \| ------------------------------- \| ------------------ \| \| 1er \| Jonathan Clarke \| Australie \| UnitedHealthcare \| 8 h 32 min 06 s \| \| 2e \| Yukiya Arashiro \| Japon \| Japon \| + 2 s \| \| 3e \| Jimmy Janssens \| Belgique \| Cibel-Cebon \| + 11 s \| \| 4e \| Edwin Ávila \| Colombie \| Israel Cycling Academy \| + 29 s \| \| 5e \| Markus Freiberger \| Autriche \| Hrinkow Advarics Cycleang \| + 35 s \| \| 6e \| Eder Frayre \| Mexique \| Elevate-KHS Pro Cycling \| + 39 s \| \| 7e \| Hideto Nakane \| Japon \| Nippo-Vini Fantini-Europa Ovini \| + 39 s \| \| 8e \| Sebastian Schönberger \| Autriche \| Hrinkow Advarics Cycleang \| + 39 s \| \| 9e \| Jason Lea \| Australie \| Bennelong-SwissWellness-Cervélo \| + 39 s \| \| 10e \| Alex Turrin \| Italie \| Wilier Triestina-Selle Italia \| + 39 s \| |                       |           |                                 |                 |
| |                       |           |                                 |                 |
| Source : ProCyclingStats |                       |           |                                 |                 |
| Classement général |                       |           |                                 |                 |
| Coureur | Coureur               | Pays      | Équipe                          | Temps           |
| 1er | Jonathan Clarke       | Australie | UnitedHealthcare                | 8 h 32 min 06 s |
| 2e | Yukiya Arashiro       | Japon     | Japon                           | + 2 s           |
| 3e | Jimmy Janssens        | Belgique  | Cibel-Cebon                     | + 11 s          |
| 4e | Edwin Ávila           | Colombie  | Israel Cycling Academy          | + 29 s          |
| 5e | Markus Freiberger     | Autriche  | Hrinkow Advarics Cycleang       | + 35 s          |
| 6e | Eder Frayre           | Mexique   | Elevate-KHS Pro Cycling         | + 39 s          |
| 7e | Hideto Nakane         | Japon     | Nippo-Vini Fantini-Europa Ovini | + 39 s          |
| 8e | Sebastian Schönberger | Autriche  | Hrinkow Advarics Cycleang       | + 39 s          |
| 9e | Jason Lea             | Australie | Bennelong-SwissWellness-Cervélo | + 39 s          |
| 10e | Alex Turrin           | Italie    | Wilier Triestina-Selle Italia   | + 39 s          |

### 4eétape
| \| Classement de l'étape \| Classement de l'étape \| Classement de l'étape \| Classement de l'étape \| Classement de l'étape \| \| Coureur \| Coureur \| Pays \| Équipe \| Temps \| \| --------------------- \| --------------------- \| --------------------- \| ------------------------------- \| --------------------- \| \| 1er \| Cameron Bayly \| Australie \| Bennelong-SwissWellness-Cervélo \| 3 h 59 min 16 s \| \| 2e \| Cameron Piper \| États-Unis \| Illuminate \| + 2 s \| \| 3e \| Yukiya Arashiro \| Japon \| Japon \| + 6 s \| \| 4e \| Edwin Ávila \| Colombie \| Israel Cycling Academy \| + 6 s \| \| 5e \| Alex Turrin \| Italie \| Wilier Triestina-Selle Italia \| + 6 s \| \| 6e \| Lennert Teugels \| Belgique \| Cibel-Cebon \| + 6 s \| \| 7e \| Eder Frayre \| Mexique \| Elevate-KHS Pro Cycling \| + 6 s \| \| 8e \| Robbie Hucker \| Australie \| Team Ukyo \| + 6 s \| \| 9e \| Filippo Zaccanti \| Italie \| Nippo-Vini Fantini-Europa Ovini \| + 6 s \| \| 10e \| Jonathan Clarke \| Australie \| UnitedHealthcare \| + 6 s \| |                  |            |                                 |                 |
| |                  |            |                                 |                 |
| Source : ProCyclingStats |                  |            |                                 |                 |
| Classement de l'étape |                  |            |                                 |                 |
| Coureur | Coureur          | Pays       | Équipe                          | Temps           |
| 1er | Cameron Bayly    | Australie  | Bennelong-SwissWellness-Cervélo | 3 h 59 min 16 s |
| 2e | Cameron Piper    | États-Unis | Illuminate                      | + 2 s           |
| 3e | Yukiya Arashiro  | Japon      | Japon                           | + 6 s           |
| 4e | Edwin Ávila      | Colombie   | Israel Cycling Academy          | + 6 s           |
| 5e | Alex Turrin      | Italie     | Wilier Triestina-Selle Italia   | + 6 s           |
| 6e | Lennert Teugels  | Belgique   | Cibel-Cebon                     | + 6 s           |
| 7e | Eder Frayre      | Mexique    | Elevate-KHS Pro Cycling         | + 6 s           |
| 8e | Robbie Hucker    | Australie  | Team Ukyo                       | + 6 s           |
| 9e | Filippo Zaccanti | Italie     | Nippo-Vini Fantini-Europa Ovini | + 6 s           |
| 10e | Jonathan Clarke  | Australie  | UnitedHealthcare                | + 6 s           |

| \| Classement général \| Classement général \| Classement général \| Classement général \| Classement général \| \| Coureur \| Coureur \| Pays \| Équipe \| Temps \| \| ------------------ \| ------------------ \| ------------------ \| ------------------------------- \| ------------------ \| \| 1er \| Yukiya Arashiro \| Japon \| Japon \| 12 h 31 min 26 s \| \| 2e \| Jonathan Clarke \| Australie \| UnitedHealthcare \| + 2 s \| \| 3e \| Jimmy Janssens \| Belgique \| Cibel-Cebon \| + 13 s \| \| 4e \| Edwin Ávila \| Colombie \| Israel Cycling Academy \| + 31 s \| \| 5e \| Markus Freiberger \| Autriche \| Hrinkow Advarics Cycleang \| + 37 s \| \| 6e \| Eder Frayre \| Mexique \| Elevate-KHS Pro Cycling \| + 41 s \| \| 7e \| Hideto Nakane \| Japon \| Nippo-Vini Fantini-Europa Ovini \| + 41 s \| \| 8e \| Alex Turrin \| Italie \| Wilier Triestina-Selle Italia \| + 41 s \| \| 9e \| Jason Lea \| Australie \| Bennelong-SwissWellness-Cervélo \| + 41 s \| \| 10e \| Gianni Marchand \| Belgique \| Cibel-Cebon \| + 41 s \| |                   |           |                                 |                  |
| |                   |           |                                 |                  |
| Source : ProCyclingStats |                   |           |                                 |                  |
| Classement général |                   |           |                                 |                  |
| Coureur | Coureur           | Pays      | Équipe                          | Temps            |
| 1er | Yukiya Arashiro   | Japon     | Japon                           | 12 h 31 min 26 s |
| 2e | Jonathan Clarke   | Australie | UnitedHealthcare                | + 2 s            |
| 3e | Jimmy Janssens    | Belgique  | Cibel-Cebon                     | + 13 s           |
| 4e | Edwin Ávila       | Colombie  | Israel Cycling Academy          | + 31 s           |
| 5e | Markus Freiberger | Autriche  | Hrinkow Advarics Cycleang       | + 37 s           |
| 6e | Eder Frayre       | Mexique   | Elevate-KHS Pro Cycling         | + 41 s           |
| 7e | Hideto Nakane     | Japon     | Nippo-Vini Fantini-Europa Ovini | + 41 s           |
| 8e | Alex Turrin       | Italie    | Wilier Triestina-Selle Italia   | + 41 s           |
| 9e | Jason Lea         | Australie | Bennelong-SwissWellness-Cervélo | + 41 s           |
| 10e | Gianni Marchand   | Belgique  | Cibel-Cebon                     | + 41 s           |

### 5eétape
| \| Classement de l'étape \| Classement de l'étape \| Classement de l'étape \| Classement de l'étape \| Classement de l'étape \| \| Coureur \| Coureur \| Pays \| Équipe \| Temps \| \| --------------------- \| ----------------------- \| --------------------- \| ------------------------------- \| --------------------- \| \| 1er \| Luca Pacioni \| Italie \| Wilier Triestina-Selle Italia \| 4 h 18 min 52 s \| \| 2e \| Lucas Sebastián Haedo \| Argentine \| UnitedHealthcare \| + 0 s \| \| 3e \| Raymond Kreder \| Pays-Bas \| Team Ukyo \| + 0 s \| \| 4e \| Jacob Tipper \| Royaume-Uni \| Memil-CCN Pro Cycling \| + 0 s \| \| 5e \| Michael Freiberg \| Australie \| Bennelong-SwissWellness-Cervélo \| + 0 s \| \| 6e \| Imerio Cima \| Italie \| Nippo-Vini Fantini-Europa Ovini \| + 0 s \| \| 7e \| Seo Joon-yong \| Corée du Sud \| KSPO-Bianchi Asia \| + 0 s \| \| 8e \| Alfredo Rodríguez \| Mexique \| Elevate-KHS Pro Cycling \| + 0 s \| \| 9e \| Izzat Hilmi Abdul Halil \| Malaisie \| Team Sapura Cycling \| + 0 s \| \| 10e \| Ho Burr \| Hong Kong \| HKSI Pro Cycling Team \| + 0 s \| |                         |              |                                 |                 |
| |                         |              |                                 |                 |
| Source : ProCyclingStats |                         |              |                                 |                 |
| Classement de l'étape |                         |              |                                 |                 |
| Coureur | Coureur                 | Pays         | Équipe                          | Temps           |
| 1er | Luca Pacioni            | Italie       | Wilier Triestina-Selle Italia   | 4 h 18 min 52 s |
| 2e | Lucas Sebastián Haedo   | Argentine    | UnitedHealthcare                | + 0 s           |
| 3e | Raymond Kreder          | Pays-Bas     | Team Ukyo                       | + 0 s           |
| 4e | Jacob Tipper            | Royaume-Uni  | Memil-CCN Pro Cycling           | + 0 s           |
| 5e | Michael Freiberg        | Australie    | Bennelong-SwissWellness-Cervélo | + 0 s           |
| 6e | Imerio Cima             | Italie       | Nippo-Vini Fantini-Europa Ovini | + 0 s           |
| 7e | Seo Joon-yong           | Corée du Sud | KSPO-Bianchi Asia               | + 0 s           |
| 8e | Alfredo Rodríguez       | Mexique      | Elevate-KHS Pro Cycling         | + 0 s           |
| 9e | Izzat Hilmi Abdul Halil | Malaisie     | Team Sapura Cycling             | + 0 s           |
| 10e | Ho Burr                 | Hong Kong    | HKSI Pro Cycling Team           | + 0 s           |

## Classements finals

### Classement général final
| \| Classement général \| Classement général \| Classement général \| Classement général \| Classement général \| \| Coureur \| Coureur \| Pays \| Équipe \| Temps \| \| ------------------ \| ------------------ \| ------------------ \| ------------------------------- \| ------------------ \| \| 1er \| Yukiya Arashiro \| Japon \| Japon \| 16 h 50 min 18 s \| \| 2e \| Jonathan Clarke \| Australie \| UnitedHealthcare \| + 2 s \| \| 3e \| Jimmy Janssens \| Belgique \| Cibel-Cebon \| + 13 s \| \| 4e \| Edwin Ávila \| Colombie \| Israel Cycling Academy \| + 31 s \| \| 5e \| Markus Freiberger \| Autriche \| Hrinkow Advarics Cycleang \| + 37 s \| \| 6e \| Eder Frayre \| Mexique \| Elevate-KHS Pro Cycling \| + 41 s \| \| 7e \| Jason Lea \| Australie \| Bennelong-SwissWellness-Cervélo \| + 41 s \| \| 8e \| Hideto Nakane \| Japon \| Nippo-Vini Fantini-Europa Ovini \| + 41 s \| \| 9e \| Alex Turrin \| Italie \| Wilier Triestina-Selle Italia \| + 41 s \| \| 10e \| Gianni Marchand \| Belgique \| Cibel-Cebon \| + 41 s \| |                   |           |                                 |                  |
| |                   |           |                                 |                  |
| Source : ProCyclingStats |                   |           |                                 |                  |
| Classement général |                   |           |                                 |                  |
| Coureur | Coureur           | Pays      | Équipe                          | Temps            |
| 1er | Yukiya Arashiro   | Japon     | Japon                           | 16 h 50 min 18 s |
| 2e | Jonathan Clarke   | Australie | UnitedHealthcare                | + 2 s            |
| 3e | Jimmy Janssens    | Belgique  | Cibel-Cebon                     | + 13 s           |
| 4e | Edwin Ávila       | Colombie  | Israel Cycling Academy          | + 31 s           |
| 5e | Markus Freiberger | Autriche  | Hrinkow Advarics Cycleang       | + 37 s           |
| 6e | Eder Frayre       | Mexique   | Elevate-KHS Pro Cycling         | + 41 s           |
| 7e | Jason Lea         | Australie | Bennelong-SwissWellness-Cervélo | + 41 s           |
| 8e | Hideto Nakane     | Japon     | Nippo-Vini Fantini-Europa Ovini | + 41 s           |
| 9e | Alex Turrin       | Italie    | Wilier Triestina-Selle Italia   | + 41 s           |
| 10e | Gianni Marchand   | Belgique  | Cibel-Cebon                     | + 41 s           |

### Classements annexes
| Classement de la montagne | Classement de la montagne | Classement de la montagne | Classement de la montagne | Classement de la montagne |
| Coureur                   | Coureur                   | Pays                      | Équipe                    | Points                    |
| ------------------------- | ------------------------- | ------------------------- | ------------------------- | ------------------------- |
| 1er                       | Jimmy Janssens            | Belgique                  | Cibel-Cebon               | 34 pts                    |
| 2e                        | Choe Hyeong-min           | Corée du Sud              | Geumsan Insam Cello       | 32 pts                    |
| 3e                        | Félix Barón               | Colombie                  | Illuminate                | 29 pts                    |
| 4e                        | Robbie Hucker             | Australie                 | Team Ukyo                 | 21 pts                    |
| 5e                        | Lennert Teugels           | Belgique                  | Cibel-Cebon               | 16 pts                    |
| 6e                        | Seo Joon-yong             | Corée du Sud              | KSPO-Bianchi Asia         | 15 pts                    |
| 7e                        | Edwin Ávila               | Colombie                  | Israel Cycling Academy    | 13 pts                    |
| 8e                        | Yukiya Arashiro           | Japon                     | Japon                     | 12 pts                    |
| 9e                        | Patrick Bosman            | Autriche                  | Hrinkow Advarics Cycleang | 12 pts                    |
| 10e                       | Jonathan Clarke           | Australie                 | UnitedHealthcare          | 11 pts                    |

| Classement de la montagne | Classement de la montagne | Classement de la montagne | Classement de la montagne | Classement de la montagne |
| Coureur                   | Coureur                   | Pays                      | Équipe                    | Points                    |
| ------------------------- | ------------------------- | ------------------------- | ------------------------- | ------------------------- |
| 1er                       | Jimmy Janssens            | Belgique                  | Cibel-Cebon               | 34 pts                    |
| 2e                        | Choe Hyeong-min           | Corée du Sud              | Geumsan Insam Cello       | 32 pts                    |
| 3e                        | Félix Barón               | Colombie                  | Illuminate                | 29 pts                    |
| 4e                        | Robbie Hucker             | Australie                 | Team Ukyo                 | 21 pts                    |
| 5e                        | Lennert Teugels           | Belgique                  | Cibel-Cebon               | 16 pts                    |
| 6e                        | Seo Joon-yong             | Corée du Sud              | KSPO-Bianchi Asia         | 15 pts                    |
| 7e                        | Edwin Ávila               | Colombie                  | Israel Cycling Academy    | 13 pts                    |
| 8e                        | Yukiya Arashiro           | Japon                     | Japon                     | 12 pts                    |
| 9e                        | Patrick Bosman            | Autriche                  | Hrinkow Advarics Cycleang | 12 pts                    |
| 10e                       | Jonathan Clarke           | Australie                 | UnitedHealthcare          | 11 pts                    |

| Classement par points | Classement par points | Classement par points | Classement par points           | Classement par points |
| Coureur               | Coureur               | Pays                  | Équipe                          | Points                |
| --------------------- | --------------------- | --------------------- | ------------------------------- | --------------------- |
| 1er                   | Edwin Ávila           | Colombie              | Israel Cycling Academy          | 38 pts                |
| 2e                    | Yukiya Arashiro       | Japon                 | Japon                           | 28 pts                |
| 3e                    | Seo Joon-yong         | Corée du Sud          | KSPO-Bianchi Asia               | 28 pts                |
| 4e                    | Raymond Kreder        | Pays-Bas              | Team Ukyo                       | 26 pts                |
| 5e                    | Luca Pacioni          | Italie                | Wilier Triestina-Selle Italia   | 25 pts                |
| 6e                    | Eder Frayre           | Mexique               | Elevate-KHS Pro Cycling         | 20 pts                |
| 7e                    | Jonathan Clarke       | Australie             | UnitedHealthcare                | 19 pts                |
| 8e                    | Alex Turrin           | Italie                | Wilier Triestina-Selle Italia   | 19 pts                |
| 9e                    | Cameron Bayly         | Australie             | Bennelong-SwissWellness-Cervélo | 15 pts                |
| 10e                   | Hayato Okamoto        | Japon                 | Aisan Racing Team               | 15 pts                |

| Classement par points | Classement par points | Classement par points | Classement par points           | Classement par points |
| Coureur               | Coureur               | Pays                  | Équipe                          | Points                |
| --------------------- | --------------------- | --------------------- | ------------------------------- | --------------------- |
| 1er                   | Edwin Ávila           | Colombie              | Israel Cycling Academy          | 38 pts                |
| 2e                    | Yukiya Arashiro       | Japon                 | Japon                           | 28 pts                |
| 3e                    | Seo Joon-yong         | Corée du Sud          | KSPO-Bianchi Asia               | 28 pts                |
| 4e                    | Raymond Kreder        | Pays-Bas              | Team Ukyo                       | 26 pts                |
| 5e                    | Luca Pacioni          | Italie                | Wilier Triestina-Selle Italia   | 25 pts                |
| 6e                    | Eder Frayre           | Mexique               | Elevate-KHS Pro Cycling         | 20 pts                |
| 7e                    | Jonathan Clarke       | Australie             | UnitedHealthcare                | 19 pts                |
| 8e                    | Alex Turrin           | Italie                | Wilier Triestina-Selle Italia   | 19 pts                |
| 9e                    | Cameron Bayly         | Australie             | Bennelong-SwissWellness-Cervélo | 15 pts                |
| 10e                   | Hayato Okamoto        | Japon                 | Aisan Racing Team               | 15 pts                |

#### Classement par équipes
| Classement par équipes | Classement par équipes          | Classement par équipes | Classement par équipes |
| Équipe                 | Équipe                          | Pays                   | Temps                  |
| ---------------------- | ------------------------------- | ---------------------- | ---------------------- |
| 1re                    | Cibel-Cebon                     | Belgique               | 50 h 33 min 12 s       |
| 2e                     | Nippo-Vini Fantini-Europa Ovini | Italie                 | + 1 min 30 s           |
| 3e                     | Bennelong-SwissWellness-Cervélo | Australie              | + 1 min 53 s           |
| 4e                     | Illuminate                      | États-Unis             | + 2 min 47 s           |
| 5e                     | Israel Cycling Academy          | Israël                 | + 3 min 41 s           |
| 6e                     | UnitedHealthcare                | États-Unis             | + 3 min 44 s           |
| 7e                     | Wilier Triestina-Selle Italia   | Italie                 | + 4 min 18 s           |
| 8e                     | Hrinkow Advarics Cycleang       | Autriche               | + 8 min 49 s           |
| 9e                     | Japon                           | Japon                  | + 21 min 25 s          |
| 10e                    | Team Ukyo                       | Japon                  | + 21 min 57 s          |

## Classements UCI
La course attribue le même nombre de points pour l'UCI Asia Tour 2018 et le Classement mondial UCI (pour tous les coureurs).
| Position           | 1er | 2e | 3e | 4e | 5e | 6e | 7e | 8e | 9e | 10e |
| Classement général | 125 | 85 | 70 | 60 | 50 | 40 | 35 | 30 | 25 | 20  |
| Par étapes         | 14  | 5  | 3  |    |    |    |    |    |    |     |
| Leader             | 3   |    |    |    |    |    |    |    |    |     |

## Évolution des classements
| Étape              | Vainqueur          | Classement général | Classement par points | Classement de la montagne | Classement par équipes |
| ------------------ | ------------------ | ------------------ | --------------------- | ------------------------- | ---------------------- |
| 1                  | Hayato Okamoto     | Hayato Okamoto     | Hayato Okamoto        | Non-décerné               | Japon                  |
| 2                  | Robbie Hucker      | Robbie Hucker      | Hayato Okamoto        | Félix Barón               | Illuminate             |
| 3                  | Edwin Ávila        | Jonathan Clarke    | Edwin Ávila           | Choe Hyeong-min           | Cibel-Cebon            |
| 4                  | Cameron Bayly      | Yukiya Arashiro    | Edwin Ávila           | Jimmy Janssens            | Cibel-Cebon            |
| 5                  | Luca Pacioni       | Yukiya Arashiro    | Edwin Ávila           | Jimmy Janssens            | Cibel-Cebon            |
| Classements finals | Classements finals | Yukiya Arashiro    | Edwin Ávila           | Jimmy Janssens            | Cibel-Cebon            |